# Thomas Dam
Thomas Dam Poulsen (15. maj 1915 i Gjøl – 12. november 1989) var en dansk træsnitter og fabrikant.
Han skabte Gjøl-trolden, ud fra sit eget spejbillede.
Han og Gjøl-trolden er portrætteret i en populær engelsksproget Youtube video "The Story of the Troll Doll" af "Today I Found Out"